# كأس النرويج 1983
كأس النرويج 1983 (بالنرويجية: Norgesmesterskapet i fotball for menn 1983)‏ هو الموسم 78 من كأس النرويج. أشرف على تنظيمه اتحاد النرويج لكرة القدم، وفاز فيه Moss FK ‏.